# Dentoxanthus
Dentoxanthus is een geslacht van kreeftachtigen uit de klasse van de Malacostraca (hogere kreeftachtigen).

## Soort
- Dentoxanthus iranicus Stephensen, 1945